# Piotr Wrzosowski
Piotr Wrzosowski (ur. 16 lipca 1963 w Ostrowcu Świętokrzyskim, zm. 25 maja 2016 w Wąchocku) – polski wokalista i gitarzysta rockowy
.

## Życiorys
Ukończył szkołę muzyczną I i II stopnia, był również absolwentem kierunku wychowanie muzyczne w Wyższej Szkole Pedagogicznej w Kielcach. Występował między innymi w zespołach akompaniujących Maryli Rodowicz oraz Sewerynowi Krajewskiemu. Był współzałożycielem powstałego w 1991 zespołu rockowego Kramer, z którym nagrał płytę pt. Tylko Ty wydaną w 1992 (Nr katalogowy: TCD-002). Po rozpadzie zespołu współpracował również z grupą Mafia w której udzielali się jego koledzy z zespołu Kramer. Od 2001 roku grał w Orkiestrze Świętokrzyskiej, z którą nagrał wydaną w 2003 roku płytę Wykłady z geometrii muzyki  W ostatnim okresie życia współpracował z zespołem Ornette. 
Był synem Stanisława i Marii z d. Miszczuk, a także wnukiem Józefa Miszczuka. Był dwukrotnie żonaty, miał dwie córki.